# Восточные кошки
Восточные кошки (лат. Prionailurus) — род хищников из семейства кошачьих (Felidae). Состоит из относительно небольших видов, встречающихся только в Азии:
- Бенгальская кошка (Prionailurus bengalensis)
- Кошка-рыболов (Prionailurus viverrinus)
- Ржавая кошка (Prionailurus rubiginosus)
- Суматранская кошка (Prionailurus planiceps).

Восточные кошки по величине соответствуют домашним кошкам либо даже немного им уступают. Их серая или коричневая шерсть может иметь пятнистый рисунок. В целом у них плотное телосложение, маленькие уши и относительно короткие конечности.

## Систематика
Систематические отношения к другим родам кошачьих не до конца выяснены. Отдельные молекулярно-генетические исследования ставят их в близкое родство с сервалом или каракалом.